# Мащанка
Маща́нка — село в Україні, у Тростянецькій міській громаді Охтирського району Сумської області. Населення становить 328 осіб. Колишній орган місцевого самоврядування — Мащанська сільська рада.

## Географія
Село Мащанка знаходиться на лівому березі річки Буймер, вище за течією на відстані 2,5 км розташоване село Братське, нижче за течією примикає село Комарівка (Охтирський район). Селом тече Балка Очеретна з загатою. Село оточене великим лісовим масивом (дуб).